# Tryphoninae
Tryphoninae sind eine mittelgroße, weltweit verbreitete Unterfamilie der Schlupfwespen.  Es sind derzeit 54 Gattungen mit mehr als 1.250 Arten bekannt. Diese Unterfamilie hat ihre größte Vielfalt an Gattungen und Arten in den nördlichen gemäßigten Regionen. In Deutschland sind 192 Arten in 31 Gattungen nachgewiesen.

## Morphologie
Tryphoninae sind kleine oder große Schlupfwespen (Länge der Vorderflügel circa 3 bis 23 mm) von recht unterschiedlichem Habitus. Manche Arten, insbesondere der Tribus Tryphonini sind recht kompakt und das erste Tergit ist nicht gestielt. Manche Arten sind rot-schwarz gefärbt.

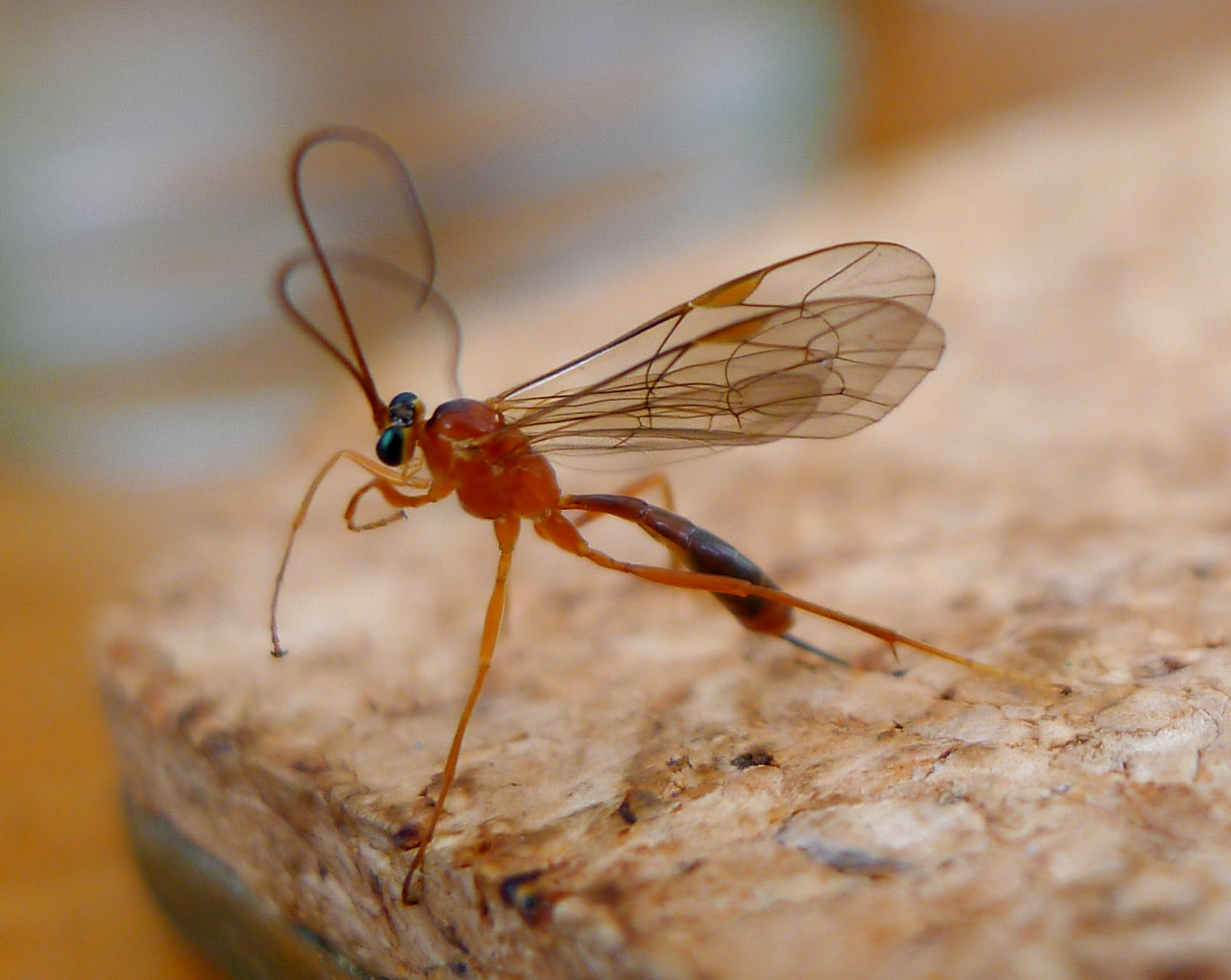
Netelia tarsata

Kennzeichnend für die Tryphoninae ist eine deutliche, dichte Reihe von Haaren am apikalen Ende des Clypeus. Der Clypeus ist konvex, oft groß und vom Gesicht durch eine Rinne abgetrennt. Am Propodeum sind die Grate oft reduziert oder fehlen ganz und sind oft quer gerieft. Das erste Tergit hat zwei parallele Längsrinnen. Die Weibchen sind oft daran zu erkennen, dass sie gestielte Eier am Ovipositor tragen. Der Ovipositor ist meistens kurz.

## Lebensweise

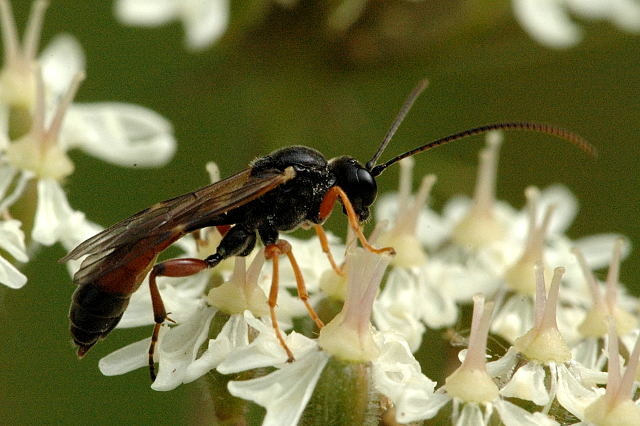
Tryphon brunniventris

Tryphoninae sind hauptsächlich Ektoparasitoide bei Larven von Pflanzenwespen. In einigen Gattungen (darunter die artenreiche Gattung Netelia) werden Schmetterlingsraupen parasitiert. Die weibliche Wespe legt das gestielte Ei außen an den Wirt und befestigt es mit dem Stiel in seiner Haut. Die Wirtslarven werden nicht gleich getötet, sie entwickeln sich weiter und verpuppen sich, so dass sich schließlich die Schlupfwespe im geschützten Puppenkokon entwickeln kann.
Manche Arten der Gattungen Cosmoconus und Tryphon fliegen häufig an den Blüten von Doldenblütlern.

## Systematik
Tryphoninae sind vermutlich monophyletisch und sie gehören zur Gruppe der Ophioniformes. Die genauere Verwandtschaft ist noch unklar, aber die  Tryphoninae dürften mit den Banchinae, Tersilochinae und Stilbopinae näher verwandt sein.

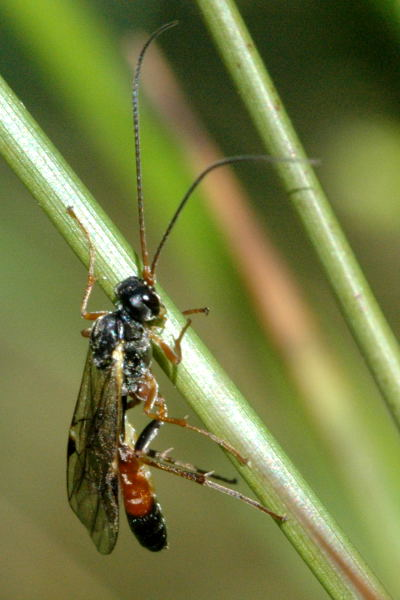
Ctenochira pastoralis

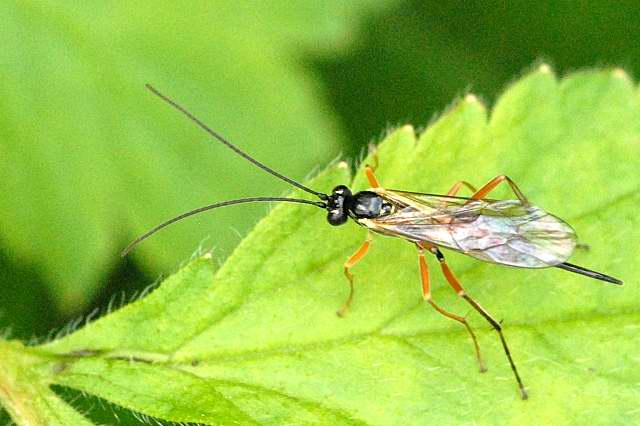
Phytodietus gelitorius

Tryphoninae werden in sieben Tribus eingeteilt.
- Ankylophonini kommen nicht in Europa vor, sie sind auf eine Art beschränkt, die nur in Australien vorkommt: Ankylophon obligatus.
- Eclytini nur eine Gattung: Eclytus, mit zwei Untergattungen,  ca. 20 Arten, Verbreitung in Paläarktis und Nearktis.
- Idiogrammatini nur 7 Arten, holarktische Verbreitung (einschließlich Mexiko), nur zwei Gattungen, Idiogramma und die fossile Gattung Urotryphon mit nur einer Art.
- Oedemopsini 12 Gattungen, praktisch weltweit verbreitet, relativ kleine Schlupfwespen.
- Phytodietini 2 Gattungen, Netelia und Phytodietus, beide artenreich und mit mehreren Untergattungen, praktisch weltweit verbreitet, Netelia sind meist rötlich-orange gefärbt.
- Sphinctini nur eine Gattung, Sphinctus, mit 14 Arten, Paläarktis, Neotropis, Orientalis
- Tryphonini 39 Gattungen, weltweit verbreitet. Die Tribus Exenterini der früheren Autoren wurde 2015 mit den Tryphonini synonymisiert.[1]

## Einheimische Gattungen
In Klammern Anzahl der Arten in Deutschland nach Horstmann (2001) und Schmidt/Zmudzinski; Anmerkungen zur Lebensweise nach Schmidt/Zmudzinski.
Eclytini
- Eclytus (4), Wirte sind Larven der Argidae und Tenthredinidae

Idiogrammatini
- Idiogramma (2), winzige Schlupfwespen mit einer Flügellänge von 2,5 bis 2,8 mm. Das Ei wird an Xyela-Larven angeheftet. Die Schlupfwespe schlüpft, wenn sich die Pflanzenwespe zur Verpuppung in die Erde vergraben hat. Die Imagines schlüpfen dann im kommenden Frühjahr. Sie schwärmen dann bei Kiefern.

Oedemopsini, Wirte sind Kleinschmetterlinge
- Cladeutes (1)
- Hercus (1)
- Neliopisthus (1)
- Oedemopsis (1)
- Thymaris (3)

Phytodietini, Wirte sind Schmetterlingsraupen
- Netelia (19), nachtaktiv, die Weibchen können schmerzhaft stechen, N. testacea
- Phytodietus (7) relativ klein, schwarz oft mit gelben Stellen

Sphinctini
- Sphinctus (1), Wirt Apoda limacodes (Schildmotte), S. serotinus

Tryphonini (incl. Exenterini, diese mit * markiert), Wirte sind Pflanzenwespen
- Acrotomus (2)* A. succinctus
- Cosmoconus (6)
- Cteniscus (4)*
- Ctenochira (27)
- Cycasis (1)*
- Dyspetes (1) D. luteomarginatus
- Eridolius (23)*
- Erromenus (11)
- Excavarus (1)*
- Exenterus (8)* E. amictorius – Wirte sind Diprionidae
- Exyston (6)* E. pratorum
- Grypocentrus (4)
- Kristotomus (5)*
- Monoblastus (5)
- Neleges (1)
- Orthomiscus (1)*
- Ortoblastus (1)
- Polyblastus (15)
- Smicroplectrus (10)*
- Tryphon (21)